# Tantilla triseriata
Tantilla triseriata (трисмуга багатоніжкова змія) — вид змій родини полозових (Colubridae). Ендемік Мексики.

## Поширення і екологія
Трисмугі багатоніжкові змії відомі за кількома зразками, зібраними в мексиканському штаті Оахака. Вони живуть у вологих гірських тропічних лісах і хмарних лісах.